# Otto Fried
Pour les articles homonymes, voir Fried.
Otto Fried, né le 13 décembre 1922 à Coblence et mort le 31 décembre 2020 à Meudon, est un artiste américain, ayant vécu et travaillé à New York et à Paris.
Otto Fried se voyait surtout comme peintre, mais son œuvre comporte egalement, outre des peintures et dessins, des sculptures et d’autres objets. À partir des paysages, natures mortes et portraits de ses débuts, il développe un langage artistique où prévalent des cercles. On trouve ses œuvres dans de nombreuses collections privées et publiques comme par exemple le Musée national d'art moderne au Centre Pompidou à Paris, le Metropolitan Museum of Art et le Museum of Modern Art à New York.

## Biographie

### 1922 - 1946
Né à Coblence sur le Rhin, Otto Siegmund Fried grandit de l’autre côté du fleuve, à Horchheim, qui depuis est devenu un quartier de la ville. Son père y a repris la boucherie de son beau-père. Lorsque la vie dans l’Allemagne gouvernée par les nationaux-socialistes devient de plus en plus dangereuse pour les juifs, ses parents contactent des parents lointains à Portland, dans l’Oregon, et y envoient leur fils Otto, alors âgé de 13 ans. Avant que le père Robert Fried et la mère Rebecca (Ricka) Fried, née Salomon puissent l’y rejoindre avec leur fils aîné Ernst, celui-ci meurt en 1937 à la suite d'actes de violence antisémites. En 1938, le père est interné au camp de concentration Buchenwald. Mais en 1939, les parents réussissent à s'enfuir en Amérique. En 1943, Otto Fried devait faire son service militaire et est admis dans l'armée de l’air des États-Unis. Après des missions en Inde, en Chine, en Birmanie et dans les Caraïbes, le GI Bill, une loi du gouvernement Franklin Roosevelt concernant les anciens combattants, lui permet d’entamer des études supérieures.

### 1946 - 1951
En 1949, il achève ses études de l’art à l’Université d’Oregon à Eugene. Son professeur Jack Wilkinson le met en contact avec Fernand Léger. Après une exposition d’artistes du nord-ouest des États-Unis où Otto Fried peut montrer ses travaux à côté d’œuvres de Mark Tobey, Louis Bunce, Morris Graves, Kenneth Callahan et Carl Morris, il entre dans l’atelier de Fernand Léger ainsi que dans l’Académie de Montmartre que Fernand Léger dirige avec André Lhote. Pendant un séjour à Paris de plus de deux ans, il participe au Salon d'automne, au Salon de l’Armée et au Salon de mai au musée d’art moderne de la Ville de Paris ainsi qu’au Grand Cycle de Peinture à Deauville. Il est aussi un des élèves de Léger qui exposent à la galerie parisienne Jeanne Bucher représentant des artistes comme Georges Braque, Nicolas de Staël, Wassily Kandinsky, Otto Freundlich et Paul Klee. Sa première exposition individuelle a lieu à l’American Library à Paris. Avec le poète et philosophe Larry Margolis, il publie un volume chez Somogy[réf. nécessaire] réunissant écrits de Margolis et images de Fried.

### 1952 - 1961
De retour aux États-Unis, Otto Fried préfère le travail d’artiste indépendant à New York à l’enseignement en Oregon. Il s’installe à Manhattan et fait connaissance des peintres de l’expressionnisme abstrait sans pourtant s’en inspirer. Il devient l’ami de cinéastes et de musiciens tels Chou Wen-chung, John Lowenthal, Gene Forrell et Mildred Forrell. Il se marie une première fois. Il fait la connaissance de R. Buckminster Fuller et du collectionneur Warren M. Robbins, l’attaché culturel de l’ambassade des États-Unis à Bonn qui, lors des années 1950, dirige l’organisation américaine pour l’échange culturel U.S.I.S. Celui-ci permet à Otto Fried d'envoyer en Allemagne des œuvres sélectionnées pour une série d'expositions individuelles à Coblence, Darmstadt et Tubingue dans les années 1958-1960. Puis certaines de ses œvres sont également exposées à Salzbourg en Autriche. Bientôt de premiers musées acquièrent quelques-uns de ses tableaux. En 1960 et 1961, le Metropolitan Museum of Art achète plusieurs monotypes.. C’est grâce à cette technique d’impression qu’Otto Fried se fait connaître aux États-Unis.

### 1962 - 2020
Après son mariage avec Micheline Haardt, rédactrice de mode française qui plus tard occupera différents postes-clé dans le monde de la mode, le couple s’installe à Paris. Otto Fried garde toutefois son atelier et son appartement new-yorkais jusqu’en 2010. Il y passe plusieurs mois par an.
L’Irving Gallery à Milwaukee (Wisconsin), la galerie Coe Kerr et Achim Moeller Fine Art à New York City ainsi que la Fountain Gallery de Portland (Oregon) montrent plusieurs fois de nouvelles œuvres de Fried. À Paris les galeries Gianna Sistu et Hector Brame et la galerie Brame & Lorenceau exposent des travaux réalisés en France. Des collectionneurs privés, des collections publiques de grandes entreprises comme des banques à New York, Atlanta, Dallas, Seattle, San Francisco, Genève et Tokyo acquièrent des œuvres d’Otto Fried. En plus du Metropolitan Museum of Art, du MoMA et du Centre Pompidou aussi d’autres musées comme la galerie SuArt dans l’État de New York, le Rose Art Museum au Massachusetts, l’Indianapolis Museum of Art, le Portland Art Museum et le Jordan Schnitzer Museum à Eugene (Oregon) ainsi que le Musée de la vallée moyenne du Rhin à Coblence deviennent propriétaires de certaines de ses œuvres.
En 2020, l’Amicale des musées d'art de Coblence achète une de ses œuvres parmi les plus grands formats, Untitled de 1998, pour la collection du Ludwig Museum Koblenz. Elle y est montrée lors de l’exposition consacrée à Otto Fried en 2020. Le titre de cette exposition Heaven Can Wait – Heaven Can’t Wait fait allusion à un de ses reliefs en métal ainsi intitulé. Il s’agit de la dernière exposition qui se déroule de son vivant.
Otto Fried meurt le 31 décembre 2020, trois ans et demi après la mort de sa femme Micheline Fried. Il est enterré à ses côtés au cimetière du Père-Lachaise (division 89),.

## L’œuvre

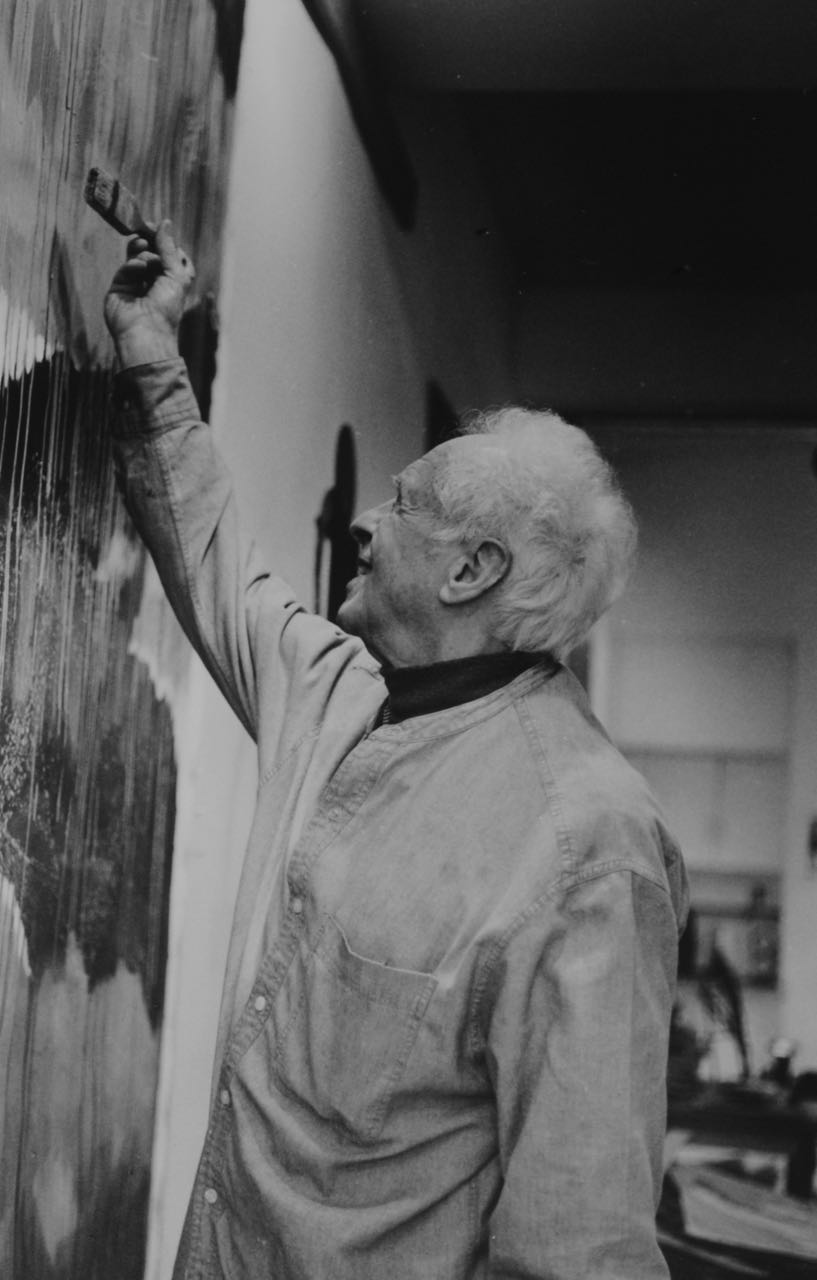
Otto Fried dans son atelier à Paris en 2004

Sa fascination pour la nature domine l’œuvre d’Otto Fried à travers les décennies. Dans ses dessins et peintures, des éléments figuratifs et des paysages rencontrent des formes abstraites. Selon l’historien et critique de l’art suisse Pierre Courthion, « [c]hez Fried le lyrique anime la géométrie ». D’après le marchand d'art, curateur et collectionneur Paul Haim, les tableaux d’Otto Fried reflètent les lignes des collines boisées et des côtes de l’Oregon. La galeriste et historienne de l’art Sylvie Brame voit dans ses travaux « un dialogue permanent avec la nature ».
En acceptant que le hasard y joue un rôle, Fried se sert de la technique du monotype comme moyen d’abstraction. Elle transforme paysages et plantes tout en donnant une note de naturel aux tableaux plutôt de petite taille. Dans les années 70 du XXe siècle Fried utilise des monotypes aussi dans des collages où le cercle devient la forme de base. L’intérêt qu’il porte au corps humain se manifeste déjà dans des représentations de soudeurs et de rameurs. Les cercles s’imposent davantage dans des scènes urbaines et balnéaires des années 50. Dans des représentations de côtes en bleu et blanc du début des années 70, des bateaux et des voiles se transforment en cercles et triangles. Finalement les cercles prennent de l’autonomie et dominent le jeu des formes.
Dans les années 80, sa peinture gagne une nouvelle dimension : les cercles deviennent des sphères[réf. nécessaire]. Tels des astres, ils passent les unes devant les autres ou laissent entrevoir leur intérieur. En revanche, les reliefs des années 90, où Fried utilise des feuilles métalliques et des acides paraissent picturaux. Vers la fin des années 90, moyennant de larges pinceaux, Fried rend une nouvelle liberté aux cercles quasiment martelés et aux sphères pointillées sur de grands formats. Il pratique désormais de grands et puissants mouvements circulaires. Aux débuts du XXIe siècle, des paysages montagneux et côtiers se redessinent dans les tableaux. Otto Fried contraste des endroits où la peinture à l’huile est plane avec d’autres où la peinture goutte ce qui rend à nouveau un rôle au hasard. L’abstraction du paysage se situe alors dans les techniques picturale.
Durant toute sa carrière artistique, Otto Fried peint et dessine. Surtout au cours des années 80 et 90, il crée aussi des objets d’usage courant comme des assiettes en porcelaine de Limoges, des récipients en verre de Murano et le dessin de tapis réalisés par la manufacture Cogolin. En collaboration avec le forgeron Jean Prévost, il conçoit des sculptures en métal de différentes tailles ainsi que d’autres objets en métal comme un set d’outils de cheminée, mais aussi des meubles et même une fontaine en fer, qui fait trois mètres de hauteur, appelée Esprit de la foret(1994) qui se trouve dans “La petite escalère”, le parc de sculptures dans le Midi de la France fondée par les époux Paul Haim et Jeanette Leroy Haim.

## Réception
On considère que la peinture d’Otto Fried à la tradition de William Turner. On l’a comparée à des œuvres d’Alexander Rodschenko, Robert Delaunay et Yves Klein. Face à une série de peintures où Fried expérimente avec du papier sur toile exposées à Paris, il est question de parallèles avec les Color Field paintings de Jim Dine, des Farbtafeln de Gerhard Richter, des Abstract painting d’Ad Reinhardt et d’Alphabet Paintings de Jasper Johns.
Tandis que la plupart des grandes expositions dans des musées et galeries (citons celles au Musée de la vallée moyenne du Rhin (1978) et celle à la Fuji Gallery à Tokyo (1985)) exposent des peintures d’Otto Fried, d’autres se consacrent à ses dessins et aux créations en trois dimensions. Ainsi en 1991 Achim Moeller expose des reliefs en métal, pendant que Denis Cadé Gallery montre des reliefs en papier qui ont servi de modèle aux objets métalliques. La galerie Brame & Lorenceau présente Sculptures et dessins en 1997 et en 2001 Meubles et objets. Les expositions dans les musées de Portland (Oregon) en 1999 et à Coblence en 2020 montrent aussi bien des peintures que des dessins et des sculptures.
Le livre Otto Fried. Meubles et objets d’Yvonne Brunhammer, l’ancienne directrice du Musée des Arts décoratifs, publié en 2001, parle de l’usage que fait Otto Fried de verre, de porcelaine, de bois et de métal et évoque ses croquis et leur réalisation; l’ouvrage catalogue largement ses travaux dans le domaine du design. Otto Fried de Thomas West sur l'artiste et son œuvre, paru en 1995, et le recueil édité par Beate Reifenscheid, publié comme catalogue d’exposition 2020, mettent l’accent sur la peinture et les dessins de Fried. Ces trois publications fournissent une large introduction dans les différentes facettes de l’œuvre d’Otto Fried.
On trouvera des écrits concernant certaines œuvres et expositions de l’artiste dans les revues suivantes : Revue Moderne, août 1951 ; Arts Magazine, mars 1956 et avril 1963 ; Pictures on Exhibition (UK), mai 1963 (Charles Z. Offin), octobre 1975 ; Art News (I.H/B.), mai 1963, J.G.) mars 1966 ; Arts, Paris (Pierre Cabanne), mai 1964, (Raymond Charmet), décembre 1966 ; La pensée française (Jean Bouret), décembre 1966 ; Les Arts (Christine Gleiny) février 1977 ; Encore Magazine (Tim Hinshaw), janvier 1979 ; Antiques & Art Weekly, april 1987, juin 1987 ; Beaux Arts (Luc Vezin), juin 1987 ; L’Œil (Solange Thierry), juin 1987, juin 1990 ; Arts & Antiques ; mai 1988 ; Cimaise (Claude Bouyeure), juin – juillet – août 1990 ; kunst:art (Julius Tambornino), juin 2020. Différents journaux locaux, régionaux et nationaux ont publié des articles rendant compte d’expositions d’Otto Fried comme p.ex. l’International Herald Tribune, The New York Times, The Boston Globe, Le Monde, Le Figaro, The Japan Times et le Jüdische Allgemeine.

## Expositions personnelles (sélection)
- American Library, Paris, 1951
- Reed College Gallery, Portland, Oregon, 1952
- University of Oregon, Eugene, Oregon, 1953
- The Oregon Journal Lobby, Portland, Oregon, 1952
- Wellons Gallery, New York, 1956
- U.S.I.S. Deutschherrenhaus Koblenz, 1958
- U.S.I.S. Kunstgewerbeschule Tübingen, 1959
- U.S.I.S. German American Cultural Institute Darmstadt 1960
- Welser Galerie, Salzburg 1960
- Leger Gallery, White Plains, New York, 1961
- Arlan Gallery, Pittsburgh, Pennsylvania, 1961
- Oshkosh Museum, Wisconsin, 1961
- Revel Gallery, New York, 1963
- Galerie Vendome, Pittsburgh, Pennsylvania, 1964
- Galerie Hector Brame, Paris, 1964, 1968, 1969
- Byron Gallery, New York, 1966
- The Fountain Gallery, Portland, Oregon, 1968, 1973, 1979, 1982
- Museum of Art, University of Oregon, Eugene (actuellement : Jordan Schnitzer Museum), 1968
- Irving Gallery, Milwaukee, Wisconsin, 1969
- Coe Kerr Gallery, New York, 1973, 1975
- Galerie des Grands Augustins, Paris, 1977
- Mittelrhein Museum, Koblenz, 1978
- Fuji TV Gallery, Tokyo, 1979, 1985
- Galerie Valmy, Paris, 1980
- The Washington Design Center, Washington D.C., 1983
- Galerie Gianna Sistu, Paris, 1987, 1990
- Foster/White Gallery, Seattle, Washington, 1989
- Achim Moeller Fine Art, New York, 1991, 1995
- Laura Russo Gallery, Portland, Oregon, 1993, 1999
- Galerie Brame & Lorenceau, Paris, 1997, 2002, 2006
- Portland Museum of Art, Portland, Oregon, 1999
- Denise Café Gallery, New York, 1999
- Ludwig Museum, Coblence, 2020

## Collections (Sélection)

### Musées
- Musée national d’art moderne, Centre Pompidou, Paris.
- Museum of Modern Art, New York.
- Metropolitan Museum of Art, New York.
- Rose Art Museum, Brandeis University, Waltham, Massachusetts.
- Portland Art Museum, Portland, Oregon.
- STUArt Galleries, Syracuse, New York.
- Jordan Schnitzer Museum of Art, University of Oregon, Eugene, Oregon.
- Indianapolis Museum of Art, IMA Galleries, Newfieds, Indianapolis, Indiana.
- Mittelrhein-Museum Koblenz.
- Ludwig Museum Koblenz.

### Autres collections d'art public
- Continental Grain Cooperation, (actuellement : ContiGroup Companies), New York City.

- Goldman Sachs & Co, New York City.

- Rainier Corporation (actuellement: Rainier Industries), Seattle, Washington

- Seattle Telephone Co., Seattle, Washington.

- N.E.C. (actuellement : NEC Corporation of America), San Francisco, California.

- Georgia Pacific Corporation (actuellement : Georgia Pacific), Atlanta, Georgia.

- Merrill Lynch, Portland, Oregon.

- Bank of California, Portland, Oregon.

- Far West Federal Bank, Portland, Oregon.

- Haseltine Collection, Portland, Oregon.

- United States Bank of Oregon.

- Willamette Industries, Portland, Oregon.

- Hoffman Construction Co., Portland, Oregon.

- First National Bank of Oregon (actuellement : First Interstate Bank of Oregon), Portland, Oregon.

- Pacific Power and Light, San Francisco, California (actuellement : Portland, Oregon).

- Fuji Mic Computer, Inc., (actuellement: Fujitsu Ltd.), Tokyo.

- Nippon Broadcasting System, Inc., Tokyo.

- Frana, Co. Geneva (actuellement : Socotab Frana SA), Genf.

- Coopers & Lybrand, San Francisco (actuellement: Pricewaterhouse Coopers International, London).

- Hans & Elsbeth Juda Collection, Londres.

- Collection of Terry and Jean de Gunzburg, Paris et Londres.

- Guerlain Collection, (actuellement: Fondation d'art contemporain Daniel et Florence Guerlain), Paris.

- Collection of Paul and Jeannette Haim, Paris (actuellement dirigé par Dominique Haim, Strasbourg).

D'autres collections privées et corporatives contenant des œuvres d'Otto Fried ont entre-temps été dispersées ou reprises en partie ou en totalité par d'autres personnes, corporations ou institutions.